# 여름이야기 (1951년 영화)
여름이야기(Sommarlek, Summer Interlude)는 스웨덴에서 제작된 잉마르 베리만 감독의 1951년 드라마, 멜로/로맨스 영화이다. 알프 체린 등이 주연으로 출연하였다.

## 출연

### 주연
- 알프 체린

### 조연
- 줄리아 캐서